# Arenaria curvifolia
Arenaria curvifolia är en nejlikväxtart som beskrevs av N.C. Majumdar. Arenaria curvifolia ingår i släktet narvar, och familjen nejlikväxter. Inga underarter finns listade i Catalogue of Life.